# Конче (Болгария)
Конче (болг. Конче) — село в Болгарии. Находится в Кырджалийской области, входит в общину Момчилград. Население составляет 321 человек.

## Политическая ситуация
В местном кметстве Конче, в состав которого входит Конче, должность кмета (старосты) исполняет Сабахаттин Байрам Кадир (Движение за права и свободы (ДПС)) по результатам выборов правления кметства.
Кмет (мэр) общины Момчилград — Ердинч Исмаил Хайрула (Движение за права и свободы (ДПС)) по результатам выборов в правление общины.